# SV Löbau 1911
SV Löbau 1911 was een Duitse voetbalclub uit Löbau, Saksen.

## Geschiedenis
De club werd opgericht in 1911 en was aangesloten bij de Midden-Duitse voetbalbond. De club speelde na de oorlog in de tweede klasse van de Kreisliga Ostsachsen. In 1923 werd de club voorlaatste en speelde om het behoud tegen de kampioen van de derde klasse BV 1919 Sportlust Neugersdorf en verloor. Na dit seizoen werd de Kreisliga ontbonden en de Gauliga Oberlausitz ingevoerd als hoogste klasse. De club degreerde dus in principe niet en bleef in de tweede klasse spelen. In 1927 promoveerde de club naar de Gauliga en speelde er drie seizoenen in de middenmoot en degradeerde dan in 1931. Hierna kon de club niet meer terugkeren en zakte door de competitiehervorming van 1933 nog verder weg. 
Na de Tweede Wereldoorlog werden alle Duitse voetbalclubs ontbonden. SV Löbau 1911 is hierna niet meer heropgericht.